# Vincent Ogé
Vincent Ogé, né vers 1755 à Dondon (colonie de Saint-Domingue) et mort roué vif le 25 février 1791 au Cap-Français, est le meneur de la première révolte des mulâtres, prélude de la Révolution haïtienne.

## Biographie
Mulâtre natif de Dondon, dans le nord de la colonie française de Saint-Domingue, Vincent Ogé est issu d’une famille aisée. Parti faire de brillantes études à Bordeaux, il vit d'abord en France. Puis, rentré à Saint-Domingue, il exerce le métier de négociant.
À la Révolution française, il est l’un des fondateurs de la Société des colons américains, groupe d’influence proche de la Société des amis des Noirs. Il argumente pour l’égalité des libres mulâtres et affranchis auprès des députés à l’Assemblée constituante.

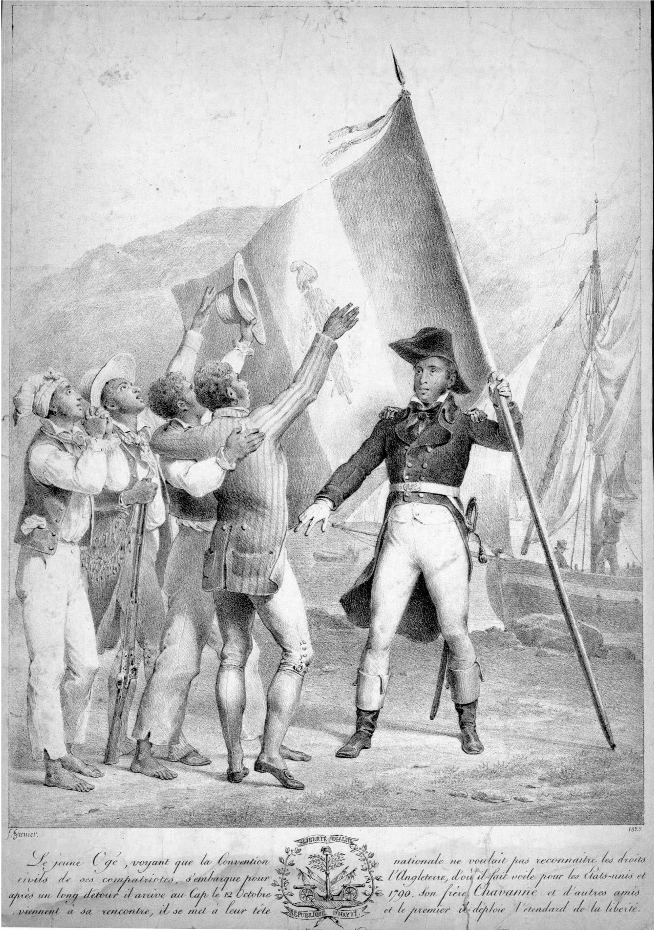
Ogé accueilli par Chavannes à son arrivée à Saint-Domingue en 1790.

Inquiété par les colons, il doit, pour revenir à Saint-Domingue en 1790 avec des armes et des munitions, passer par l’Angleterre et les États-Unis. En octobre, il exige par écrit l’égalité des libres de couleur. Devant la fin de non-recevoir des blancs, il organise une rébellion en armant plus de trois cents mulâtres dans les montagnes du Nord. Dans la nuit du 28 octobre, ils parcourent les plantations et menacent les blancs, pillant quelques habitations.
Les troupes réagissent et dispersent la bande, arrêtant plus de deux cents d’entre eux. Le 5 janvier, Vincent Ogé est livré par les Espagnols auprès desquels il s'était réfugié. Après un procès sommaire, Ogé et son complice, le noir affranchi Jean-Baptiste Chavannes, sont roués vifs en place publique le 25 février 1791 au Cap-Français,. Quarante hommes sont pendus ou condamnés aux galères.
L’événement marque la fin des espoirs d’égalité des libres de couleur et les poussent à s’allier aux esclaves contre les colons.